# Erhard Mosert
Erhard Mosert (né le 10 novembre 1950 à Sandersdorf-Brehna en Saxe-Anhalt) est un footballeur allemand (international est-allemand) qui évoluait au poste de milieu de terrain.

## Biographie

### Carrière en club
Erhard Mosert joue en faveur du Hallescher FC puis du BSG Motor Suhl.

### Carrière en sélection
Il reçoit une sélection en équipe de RDA. Il s'agit d'une rencontre amicale disputée face à l'Égypte au Caire (victoire 1-3).

## Palmarès
Hallescher FC
- Championnat de RDA D2 :
  - Meilleur buteur : 1973-74 (11 buts).